# Liste de personnalités liées à Nîmes
Cet article liste des personnalités liées à Nîmes, commune du sud de la France, préfecture du département du Gard en région Occitanie. 

## Personnalités locales nées à Nîmes, ou d'origine nîmoise, ou qui y ont joué un rôle important
- Domitius Afer (décédé en 60), orateur et avocat romain, né à Nemausus (Nîmes)
- Louis Alibaud, né en 1810, auteur d'un attentat contre Louis-Philippe en 1836.

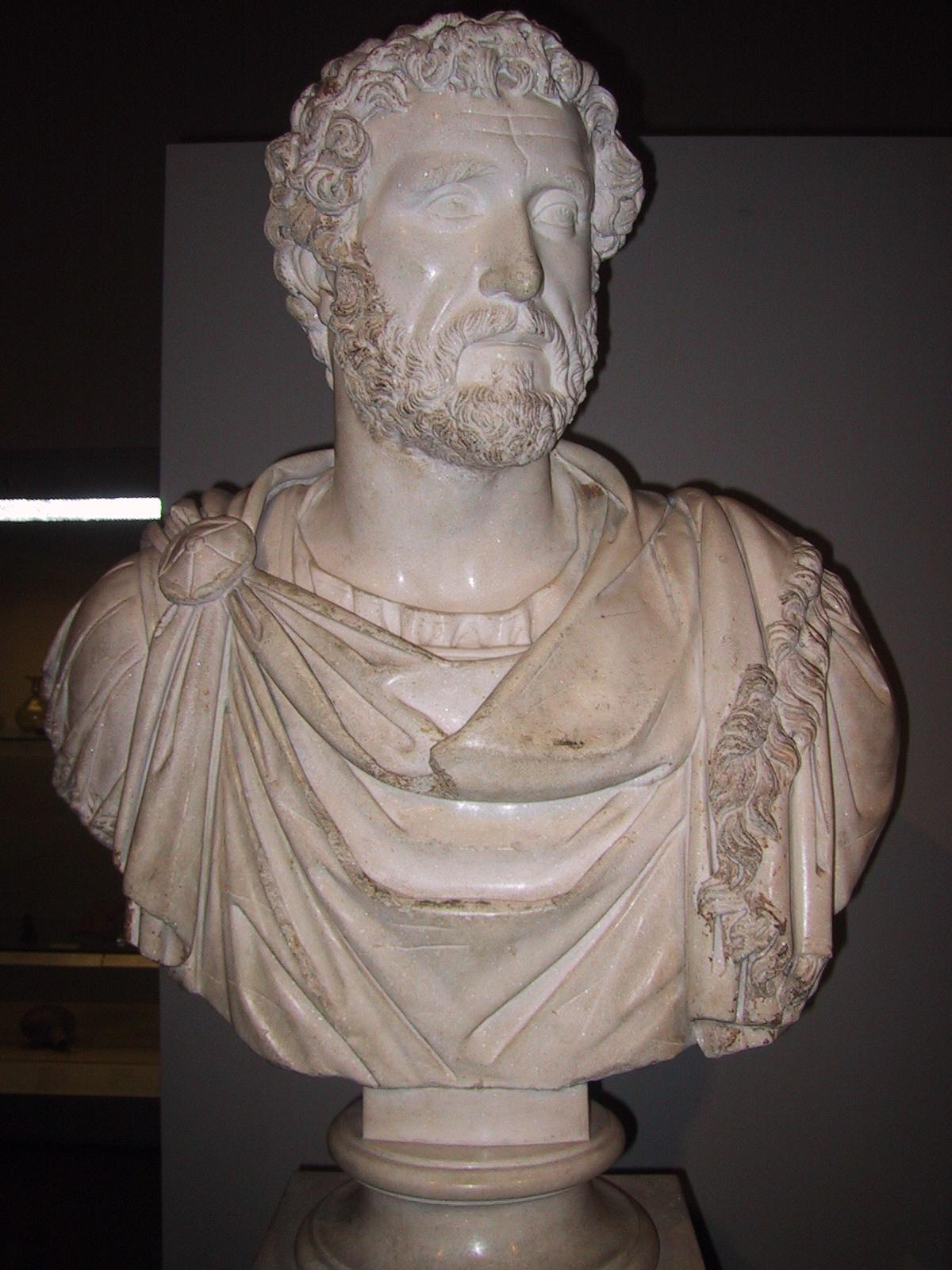
Buste d'Antonin le Pieux au British Museum de Londres

- Jean Carrière (1934-2005), écrivain
- Jean Cavalier (1689-1740), né à Ribaute-les-Tavernes, le plus célèbre des chefs camisards.
- Cathy Claret, née en 1963, chanteuse, auteur-compositeur.
- Lucien Clergue, photographe
- Adolphe Crémieux, né en 1796, fils d'un commerçant nîmois juif modeste ; juriste, philanthrope et franc-maçon, ministre de la justice dans le gouvernement de Défense nationale de 1870 — après la défaite de Sedan
- Édouard Daladier, homme politique ayant fait ses études secondaires à Nîmes mais étant originaire du Vaucluse, à une trentaine de kilomètres. Président du Conseil de 1938 à 1940
- Alphonse Daudet (1840-1897), écrivain

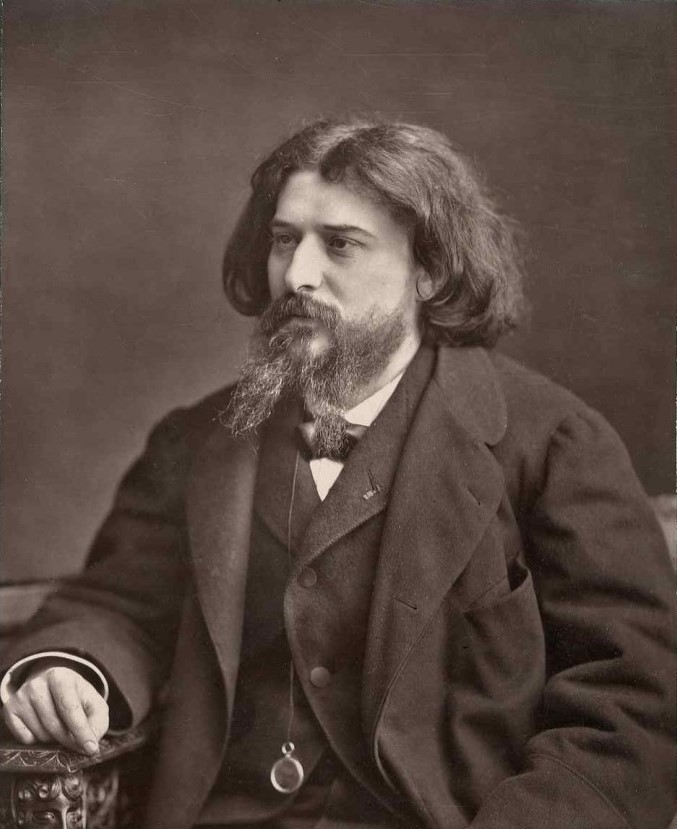
Alphonse Daudet

- Ernest Denis, historien spécialiste de la Tchécoslovaquie considéré comme le cofondateur du nouvel État tchécoslovaque en 1918
- Gaston Doumergue, né à Aigues-Vives, près de Nîmes, résidant dans la « ville romaine », président de la République entre 1924 et 1931
- Guy Foulques (XIIIe siècle), né à Saint-Gilles, élu pape sous le nom de Clément IV. Mort en 1268

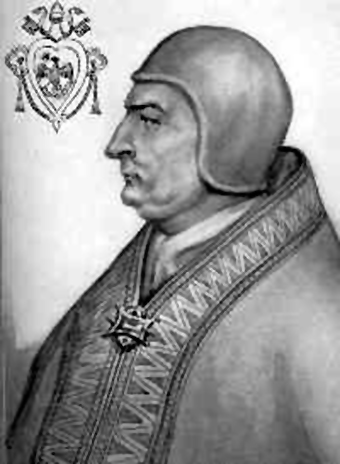
Clément IV

- Titus Aurelius Fulvus, grand-père paternel de l'empereur romain Antonin le Pieux. Nîmes lui doit son titre de « cité des Antonins »
- Charles Gide (1847-1932), originaire d'Uzès, oncle d'André Gide, théoricien du mouvement coopératif, fondateur de l’« École de Nîmes »
- François Guizot (1787-1874), né à Nîmes, issu d'une grande famille protestante nîmoise ; haut fonctionnaire, conseiller d'État, ambassadeur, ministre plusieurs fois, député et président du Conseil. Homme de lettres, académicien, historien, théoricien, écrivain et professeur
- Bernadette Lafont, née en 1938, actrice
- Pauline Lafont (1963-1988), actrice
- Robert Lafont (1923-2009), linguiste, historien de la littérature occitane, poète, auteur de nouvelles, et dramaturge en occitan
- Étienne Loche (1786-1849), peintre et lithographe français
- Louis-Joseph de Montcalm (1712-1759), général, participa activement aux batailles d'Amérique du Nord

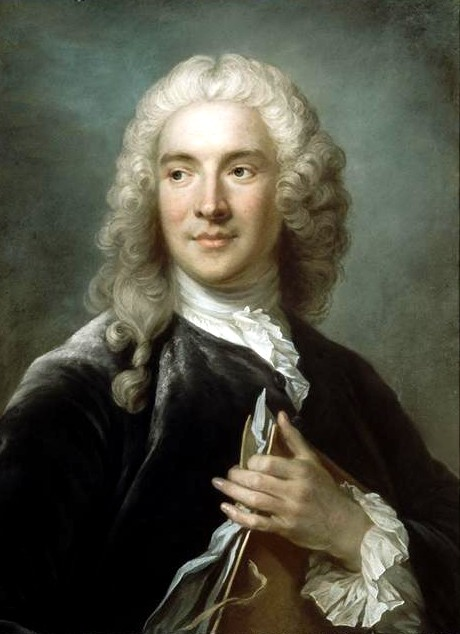
Portrait de Charles-Joseph Natoire, attribué à Gustaf Lundberg. Paris, musée du Louvre.

- Charles-Joseph Natoire (1700-1777), peintre français qui fut notamment directeur de l'Académie de France à Rome
- Jean Nicot, (1530-1600), diplomate, il fut le premier à réellement importer le tabac en Europe, quatre ans après que le moine angoumois André Thevet ait ramené pour la première fois quelques graines du tabac, et à le développer, croyant en l'effet curatif de la plante. L'alcaloïde nicotine est tiré de son nom
- Nimeño II (1954-1991), torero, inhumé au cimetière Saint-Baudile de Nîmes
- Jean Paulhan (1884-1968), écrivain, critique, éditeur
- Plotine, épouse de l'empereur Trajan
- Jean-Paul Rabaut Saint-Étienne (1743-1793), pasteur protestant nîmois et député du Tiers état aux États généraux de 1789. Corédacteur de la Déclaration des droits de l'Homme et du Citoyen, président de l'Assemblée constituante en 1790, exécuté en 1793
- Paul Rabaut (1718-1794), pasteur nîmois qui contribua largement à la paix civile à Nîmes au XVIIIe siècle
- Louis Rossel, né en 1844 à Saint-Brieuc issu d'une grande famille protestante nîmoise et de Saint-Jean-du-Gard, descendant de Camisards. Ministre de la Guerre de la Commune de Paris. Fusillé par les « versaillais » en novembre 1871

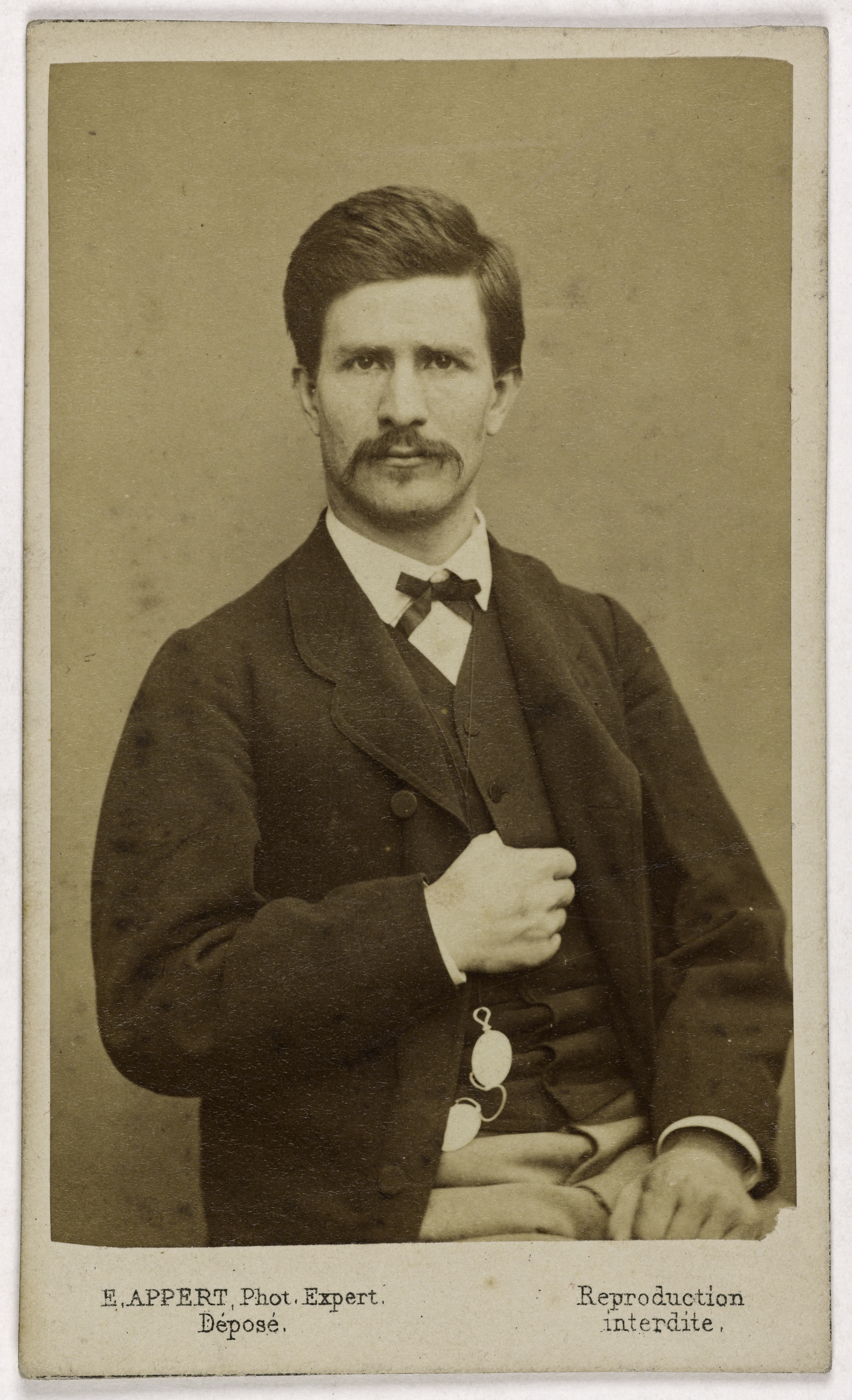
Louis-Nathaniel Rossel

- Florian Salce facteur d'élite au PPHM (Peloton Postal de Haute Montagne) né en 1988
- Paul Soleillet explorateur né en 1842
- Paulin Talabot (1799-1885), industriel né à Limoges, il construit le premier chemin de fer gardois (Alès-Nîmes-Beaucaire). Il est élu président du conseil général du Gard de 1865 à 1870
- Léa Vicens rejoneadora (torero à cheval), née à Nîmes, 1re de l’escalafon pendant 3 années consécutives.

## Autres personnalités

### Artistes divers
- Léonce Bénédite (1859-1925), historien et critique d'art, exécuteur testamentaire d'Auguste Rodin et premier conservateur du Musée Rodin
- Jean Bosc (1924-1973), dessinateur
- Gaston Bourdon (1801-1854), architecte
- Thomas Cadène (1976-), dessinateur, illustrateur
- Marc Dautry (1930-), illustrateur
- Vernon Dobtcheff, acteur
- Charles-Étienne Durand (1762-1840), ingénieur des travaux publics et architecte du département, il a donné les plans du premier palais de justice, a participé à la Maison carrée de Nîmes et a réalisé plusieurs temples protestants dans la région
- Charles Durand (1766-1854), cuisinier, gastronome
- Simon Durant (1776-1857), architecte
- Jacques Espérandieu (1829-1874), architecte,
- Jacques Favre de Thierrens (1895-1973), peintre, aviateur de la première guerre mondiale et supérieur hiérarchique de François Mitterrand à Vichy
- Barthélemy Guibal (1699-1757), sculpteur
- Hugot, dessinateur
- Pierre-Michel d'Ixnard (1723-1795), architecte néoclassique
- Bernadette Lafont (1938-2013), comédienne
- Patrick Laviosa, comédien
- Reynaud Levieux (1613-1699), peintre et illustrateur
- Denis Loré, matador de toros
- Naïm (1980-), humoriste
- Maxence (1995-), auteur-compositeur-interprète
- Christian Montcouquiol dit « Nimeño II », matador de toros
- Christian Milovanoff, phototographe
- Léopold Morice (1846-1919), sculpteur
- Matthieu Penchinat, humoriste
- Ferdinand Pertus, né en 1883, peintre, auteur de 23 enluminures sur Nîmes
- Laurent Pit, humoriste
- Antoine Renard (1825-1872), ténor
- Suzanne Lafont, photographe
- Philibert Rouvière, comédien
- Jehan Testevuide (1873–1922), caricaturiste
- Louis Vidal (1831–1892), sculpteur
- Jean Vigo, cinéaste

### Écrivains
- Élisabeth Barbier, romancière
- Henry Bataille (1872 Nîmes-1922 Rueil), dramaturge, poète célèbre et peintre
- Bartolomé Bennassar (1929–2018), historien et écrivain
- Marc Bernard, écrivain et prix Goncourt 1942 avec Pareil à des enfants
- Paul Bonnetain, écrivain
- Jean-Pierre Cabanes, romancier, grand prix de littérature policière 1982, prix Jean-Carrière 2014
- Jean Carrière (1934-2005), prix Goncourt 1972 avec l'Épervier de Maheux
- Jacques Cassagne (1633–1679), abbé
- André Chamson (1900-1983)
- Denys Colomb de Daunant (1922-2006), coauteur de Crin-Blanc notamment
- Antoine Court de Gébelin, écrivain
- Ernest Daudet, écrivain et journaliste
- Alphonse Daudet, auteur notamment des Lettres de mon moulin et de Tartarin de Tarascon
- Léon Daudet, fils du précédent, écrivain et homme politique
- Jean-Pierre Claris de Florian (1757-1794), écrivain et fabuliste
- Christian Giudicelli (1942-) : écrivain, poète, chroniqueur littéraire
- Frédérique Hébrard (1927-)
- Barthélémy Imbert, poète et dramaturge

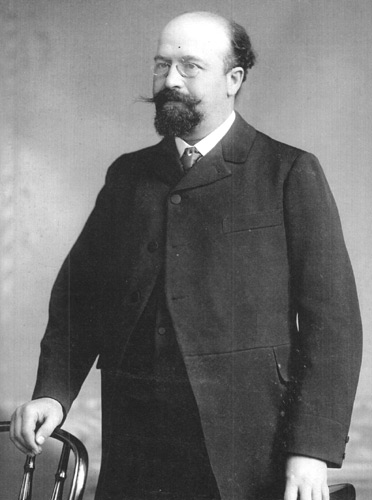
Bernard Lazare

- Jean Journot (1915-1997), écrivain et linguiste occitan
- Robert Lafont (1923-2009), linguiste, historien de la littérature occitane et auteur occitan
- Bernard Lazare (1865-1903), journaliste et écrivain, qui le premier prendra la défense du capitaine Alfred Dreyfus en 1895
- Christian Liger (1937-2002), romancier
- Jean-Max Méjean (1948), écrivain de cinéma et critique
- Jean-Pierre Milovanoff, écrivain
- Frédéric Mistral (n'est pas né à Nîmes mais y vécut, y passa son baccalauréat)
- Jean Paulhan (1884-1968), créateur de la « NRF » – La Nouvelle Revue française. Membre de l'Académie française
- Franck Pavloff (1940), romancier
- Carlo Rim (1902-1989), romancier, essayiste, scénariste et réalisateur,
- Antoine de Rivarol (1753-1801), écrivain

- Pierre Vabre (1972) né à Nîmes.

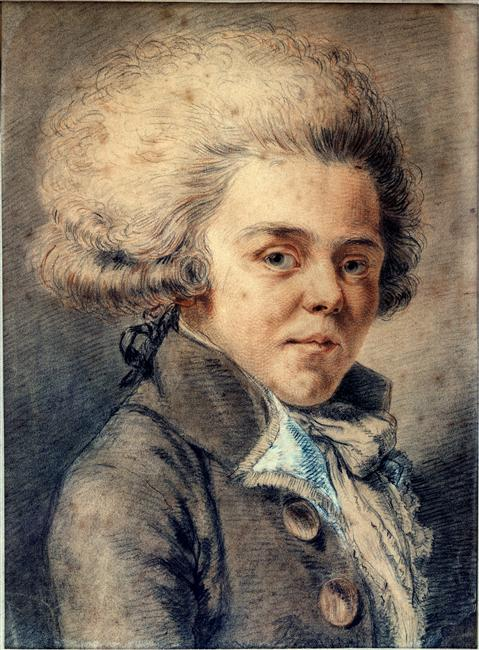
Antoine Rivarol

- Alexandre Vincens-Valz, érudit écrivain

### Entrepreneurs
- Famille André, grands industriels du textile et de la soie puis banquiers, créateurs du jean Denim (« de Nîmes »).
- Jean Bousquet, fondateur de la marque de vêtements de prêt-à-porter Cacharel, couturier
- Famille Colomb de Daunant, grands industriels de la soie
- Edmond Foulc, entrepreneur textile, collectionneur et mécène
- Famille Lachazette-Cammal puis Martin-Lachazette, industriels spécialisés dans les bouchons depuis le XVe siècle puis dans les machines agricoles
- Louis Perrier, docteur nîmois, c'est lui qui créa la Société des eaux minérales, boissons et produits hygiéniques de Vergèze, futur eau de Perrier
- Gilbert Sivel, né à Sauve, cofondateur de la marque de sous-vêtements Eminence.
- Paulin Talabot, créateur de la société « PLM » (Société des chemins de fer Paris-Lyon-Méditerranée)

### Juristes
- Domitius Afer, célèbre avocat et orateur romain*
- Jacques Bonaud de Sauzet, juriste du XVIe siècle
- Henri Donnedieu de Vabres, avocat et juge représentant la France au procès de Nuremberg
- Joseph-Louis Giret, juge au tribunal criminel révolutionnaire de Nîmes pendant la Terreur

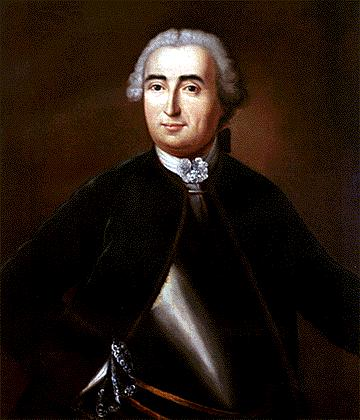
Portrait de Louis-Joseph de Montcalm

### Militaires
- Jean Joseph Louis Autesserre, colonel français de la Révolution et de l'Empire ;
- Pierre-Jean Bellange, général et maréchal de camp né à Nîmes ;
- Jean Cavalier, chef camisard ;
- Charles Courtin, régisseur général des hôpitaux militaires ;
- Gabriel Donnadieu, général ;
- Jean Fabre de La Martillière, général ;
- Gaspard Fornier d'Albe, général français de la Révolution et de l’Empire ;
- Dominique Fornier de Valaurie, général français de la Révolution et de l’Empire, frère du précédent ;
- Pierre Laporte, dit Rolland, chef camisard ;
- Louis-Joseph de Montcalm, lieutenant-général des armées en Nouvelle-France pendant la Guerre de sept ans ;
- Etelvino Perez, combattant des Forces françaises libres, Compagnon de la Libération ;
- Jacques Marguerite Pilotte de La Barollière, général français de la Révolution et de l’Empire y est mort ;
- Charles Pierre Pourcin, général français de la Révolution et de l’Empire y est né ;
- Edmond Pierre Jean Claire Barthélémy Rode (1816-1883), y est mort
- Louis Rossel, colonel, ministre délégué à la guerre de la Commune de Paris ;

### Musiciens, chanteurs
- Bruno d'Auzon, compositeur
- Julien Doré, musicien, chanteur
- Jules Duprato, compositeur
- Patrick Laviosa, pianiste, arrangeur, compositeur, interprète
- Marguerite Long, pianiste, inhumée au cimetière Saint-Baudile de Nîmes
- Léopold Merle, dit Duzas, artiste lyrique ténor français
- Étienne Ozi, bassoniste
- Ferdinand Poise, compositeur
- Joseph-François Rousselot, corniste
- Henri Sauveplane, compositeur et critique musical

### Peintres
- Auguste Chabaud (1882-1955)
- Paul Colin
- Lucien Coutaud (1904-1977)
- Melchior Doze (1827-1913), mort à Nîmes.
- Gabriel Ferrier (1847-1914)
- Charles Jalabert, (1819-1901)
- Michel Gilles (1943-2008)
- Lucien Lautrec (1909-1991)
- Jean-Baptiste Lavastre (1839-1891)
- Jean Lébédeff
- Adolphe Perrot
- Jules Salles
- Louis-Augustin Simil (1822-1906)
- Michel Tombereau, né en 1945
- Claude Viallat, né en 1936, cofondateur et animateur du mouvement « Support-Surface »

### Personnalités politiques
- Damien Abad, député de l'Ain

- Édouard André, député du Gard
- Ernest André, député du Gard
- Jules de Pierre, comte de Bernis
- Jean Bousquet, député-maire de Nîmes
- Georges Bruguier, député du Gard
- Janine Cayet, députée européenne et membre du Conseil économique, social et environnemental
- Achille Chaper, préfet du Gard
- Alain Clary, député-maire de Nîmes
- Gaston Coulondre, député de Vaucluse
- Gaston Crémieux, révolutionnaire
- Gaston Defferre, ministre et maire de Marseille, n'est pas né à Nîmes mais y fit ses études au lycée
- David Dombre, révolutionnaire et banquier
- Tony Dombre, haut fonctionnaire
- Georgina Dufoix, ministre et député du Gard
- Françoise Dumas, Présidente de la commission de la Défense nationale et des Forces armées à l’Assemblée nationale et députée du Gard
- Alain Fabre-Pujol, député du Gard
- Adrien Victor Feuchères, baron d'Empire
- Jean-Paul Fournier, sénateur-maire de Nîmes
- Pierre Gamel, député du Gard
- Antoine Gauzy, membre de la bande à Bonnot, y est né et s'y est marié
- François Guizot, ministre

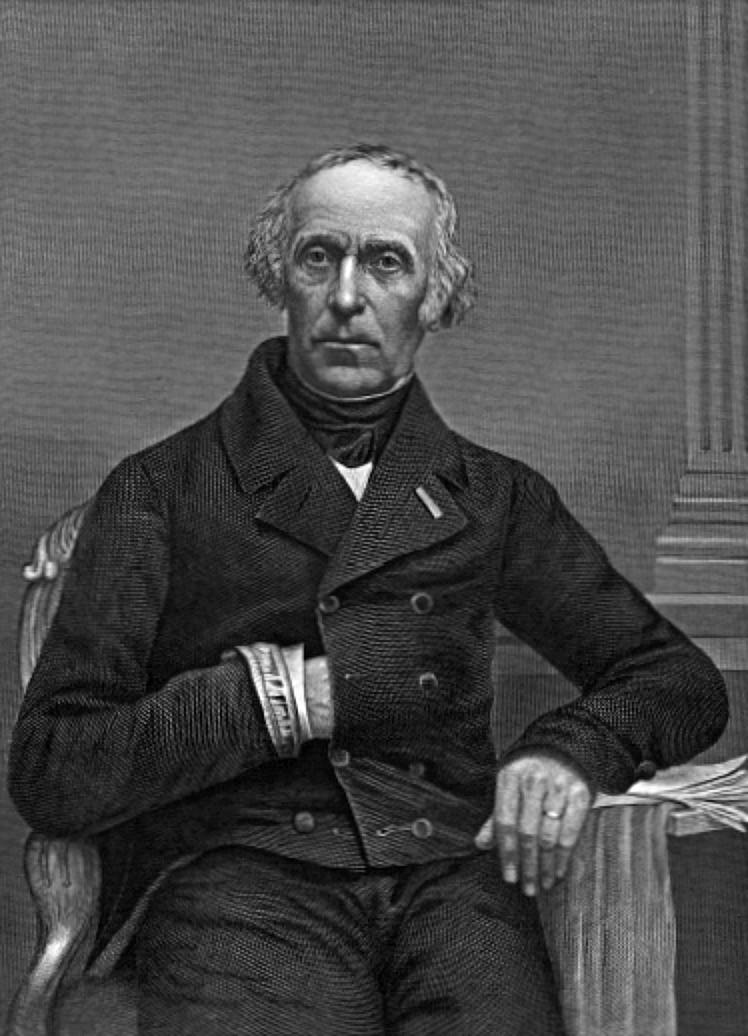
François Guizot.

- Fortuné Henry (1821-1882), poète, membre de la Commune de Paris
- Émile Jourdan, député-maire de Nîmes
- Georges Juliard, député du Gard
- Jean Raymond-Laurent, homme politique
- Jean Nicot, diplomate qui importa le tabac en France en 1560 et donna son nom à la nicotine
- Élie Peyron, avocat, cofondateur de la Revue socialiste, membre de l'Académie de Nîmes

- Adolphe Pieyre, député du Gard

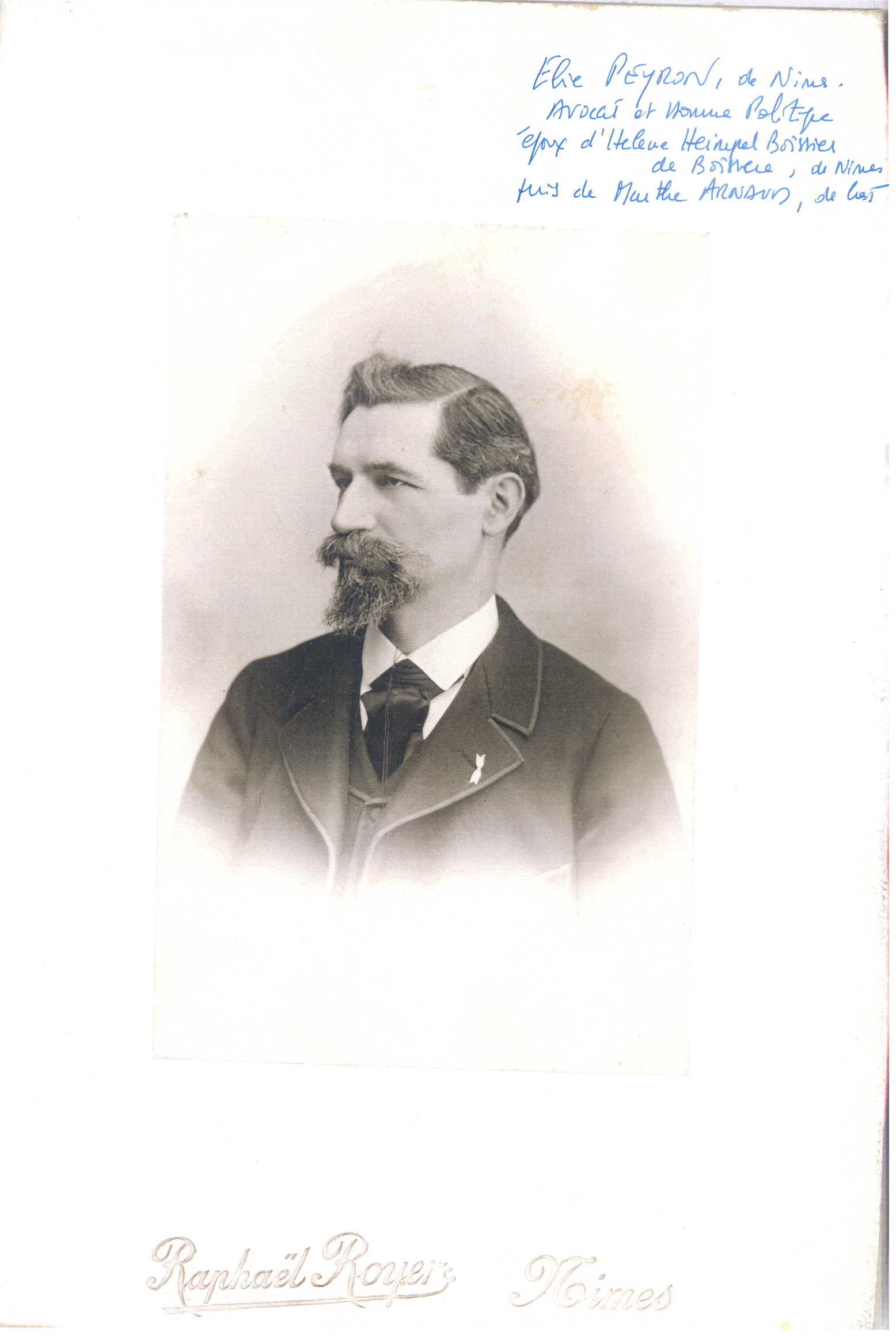
Élie Peyron.

- Jean-Paul Rabaut Saint-Étienne, pasteur député membre de la Constituante
- Émile Reinaud, avocat, maire de Nîmes, président de l'Académie, grand défenseur de la tradition tauromachique nîmoise
- Paul Révoil, diplomate et administrateur colonial
- Louis Rossel, ministre délégué à la guerre de la Commune de Paris
- Louis Roumieux, poète

- Simon Sutour, sénateur du Gard

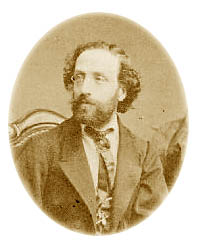
Louis Roumieux.

- Edgar Tailhades, sénateur-maire de Nîmes
- Paulin Talabot, président du conseil général du Gard
- Émile Teulon
- Jean Valz, membre du Club de la Constitution, administrateur de la ville
- Henri Yrissou, député du Tarn et directeur de cabinet d'Antoine Pinay

### Poètes
- Antoine Hippolyte Bigot, poète occitan provençal
- Louis Chalmeton (1812-1879), poète et auteur dramatique
- Pierre Dard (né en 1956), Sociétaire des Poètes Français
- Jean Reboul (1796-1864), poète-boulanger
- Louis Roumieux, poète occitan provençal
- Joseph Roustan, poète occitan provençal

### Scientifiques et philosophes
- Claude Baduel, professeur
- Salomon Baux, médecin, cofondateur du Collège royal de médecine
- Pierre Baux (1679-1732), médecin de renom
- Pierre Baux, médecin, météorologue, botaniste, naturaliste
- Roger Bastide, sociologue
- Joseph de Bimard, helléniste, latiniste et numismate
- Gaston Darboux, mathématicien
- Ernest Denis, historien spécialiste de la Tchécoslovaquie considéré comme cofondateur du nouvel État tchécoslovaque en 1918
- Charles Célestin Dombre, ingénieur ferroviaire
- Charles Léon Dombre, ingénieur hydraulique, président de la Chambre de commerce
- Émile Doumergue (1844-1937), historien, doyen de la Faculté de théologie protestante de Montauban
- Louis Dumas, pédagogue et musicographe
- Henri Gautier, un des premiers inspecteurs du Corps des Ponts et Chaussées créé en 1716

- Louis Massebieau, historien

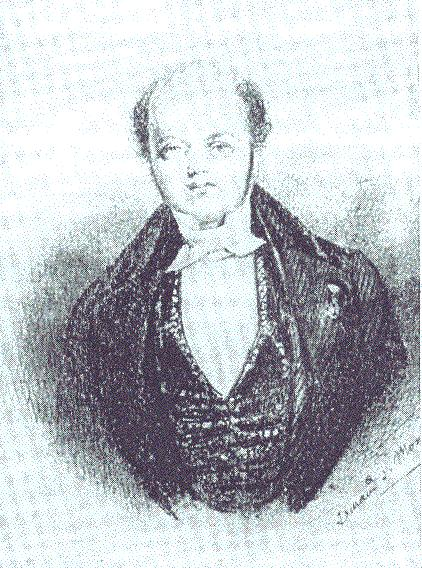
Benjamin Valz

- Amparo Poch y Gascón, médecin exilée à Nîmes sous la dictature franquiste
- Jean-François Séguier, botaniste
- Albert Soboul, historien
- Benjamin Valz (1787-1867), astronome

### Théologiens et religieux
- Raoul Allier, originaire de Nîmes et Vauvert, pasteur, un des inspirateurs de la loi de séparation des Églises et de l'État en 1905
- Charles-Édouard Babut (1835-1916), pasteur.
- Lucien Benoit, pasteur, fondateur du Lazaret
- Claude Brousson, pasteur
- Castor d'Apt, évêque de Nîmes, à qui est consacrée la cathédrale Notre-Dame-et-Saint-Castor
- Roland Cosnard, pasteur évangélique et missionnaire français
- Paul Doumergue (1859-1930), pasteur réformé, fondateur de la Revue Foi et Vie et de l’École pratique de service social (epss)
- Esprit Fléchier, évêque de Nîmes et membre de l'Académie française
- Saint Léonce, prélat
- Auguste Grotz, né à Cognac le 3 octobre 1825, mort le 5 janvier 1907 (à 81 ans) à Nîmes, pasteur réformé français à Nîmes.
- Abraham Mazel, prophète du « Désert »
- Élie Marion, prophète du « Désert »
- Michel Nicolas (1810-1866), pasteur et théologien
- Jean-Paul Rabaut Saint-Étienne, pasteur
- Paul Rabaut, pasteur du « Désert »
- Jacques Saurin, pasteur
- Samuel Vincent, théologien protestant

### Sportifs
- Yannick Agnel, nageur
- Manuel Amoros, footballeur
- Yann Balmossière, handballeur
- Mohamed Benyachou, footballeur
- Jonathan Bertrand, volleyeur
- Isabelle Blanc, snowboardeuse
- Emmanuel Boileau de Castelnau, alpiniste
- Benjamin Bonzi, tennisman
- Shirine Boukli, judoka
- Sébastien Bruno, rugbyman
- Didier Camberabero, joueur de rugby
- Grégoire Detrez, handballeur
- Kader Firoud, footballeur
- Alexis Genet, footballeur
- Adil Hermach, footballeur
- Yanis Issoufou, footballeur
- Cyril Jeunechamp, footballeur
- Mathieu Michel, footballeur
- Samir Mohamed, kickboxeur
- Thibaut Privat, rugbyman
- Maurice Trintignant, pilote automobile
- Abder Ramdane, footballeur
- Virginie Razzano, joueuse de tennis
- Renaud Ripart, footballeur
- Laurent Roussey, footballeur
- Marcel Rouvière, footballeur
- Benoît Saint-Denis, combattant professionnel français d'arts martiaux mixtes (MMA).
- Éva Serrano, gymnaste
- Mariama Signaté, handballeuse
- Damien Tixier, footballeur
- Théo Valls, footballeur
- Irvin Cardona,footballeur

### Fonctionnaires
- Stanislas-Victor Grangent (1768-1843), ingénieur en chef des ponts et chaussées du département du Gard, il a dirigé les premières restaurations sur la Maison carrée et les arènes de Nîmes.
- Mathieu Mourgues (d) (1633-1714), inspecteur du canal royal en Languedoc

### Autres
- Suzanne Babut (1887–1978), résistante, juste parmi les nations, y est morte.

## Pour approfondir